# Jacques Dumont
Pour les articles homonymes, voir Dumont.
Jacques Dumont, dit le Romain, né le 10 mai 1701 à Paris où il est mort le 17 février 1781, est un peintre français.
Peintre d'histoire et de scènes mythologiques, ainsi que de sujets populaires et de portraits, il fut également enseignant, cartonnier, académicien, recteur en 1752, puis chancelier en 1768 de l'Académie.

## Biographie

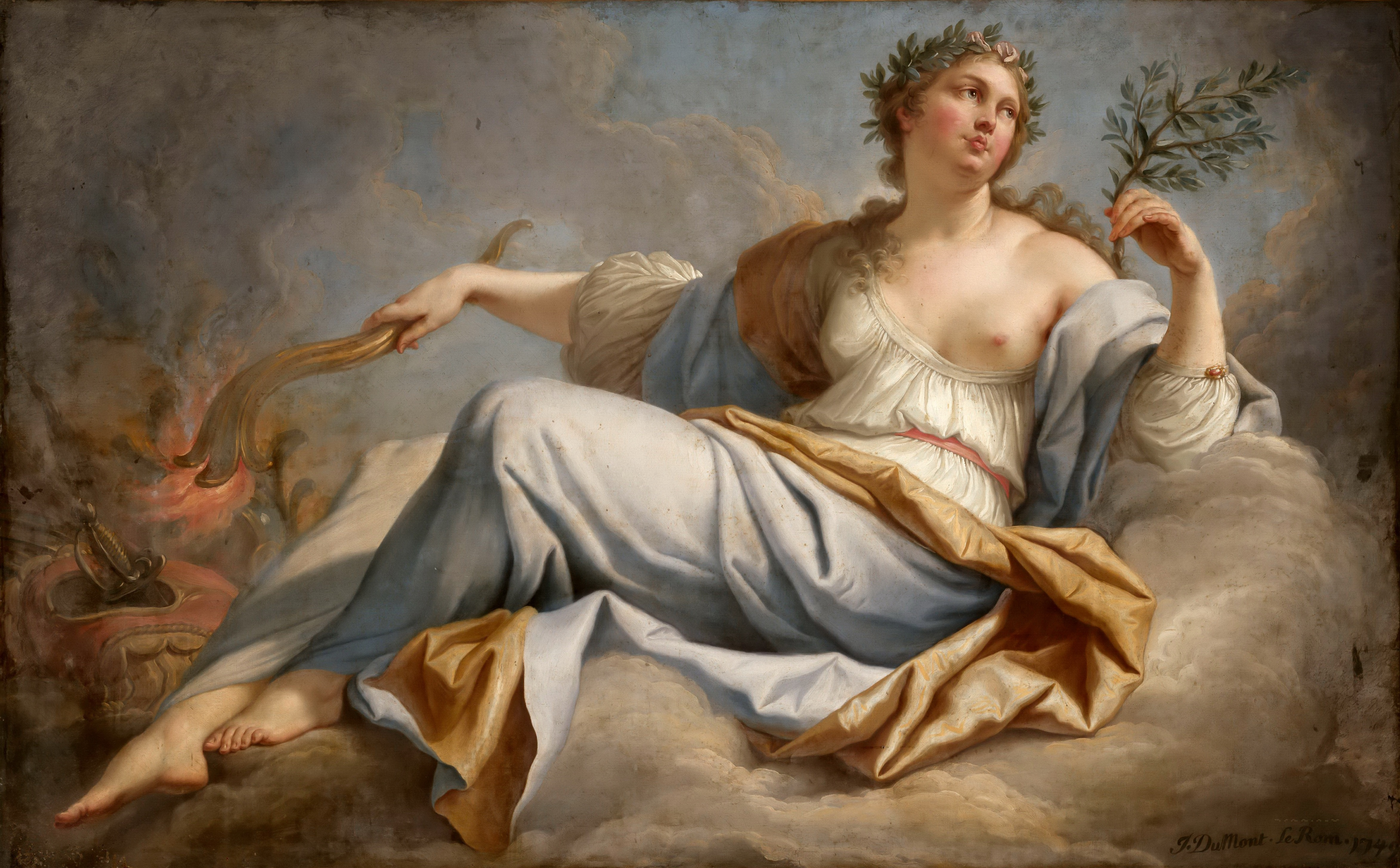
La Paix (1749), Paris, musée du Louvre.

Né dans un milieu d'artiste, son père, Pierre Dumont (1660-1737), est un sculpteur originaire de Valenciennes, et son frère aîné, François (1688-1726), embrassa la profession paternelle.
Il entre à l'Académie royale de peinture et de sculpture dans l'atelier d'Antoine Le Bel (1705-1793)
Il part compléter sa formation artistique à Rome, puis rentre en France en 1725.
En 1747, Charles François Paul Le Normant de Tournehem, directeur des Bâtiments du roi, organise  un concours de peintures dont les œuvres sont exposées à la galerie d'Apollon au palais du Louvre ; Jacques Dumont y participe avec son Mucius Scaevola devant Porsenna, aux côtés de dix autres peintres, dont Charles Antoine Coypel et Collin de Vermont. En 1749, ce même directeur lui commande deux toiles, La Générosité et La Paix, pour orner le salon du château de la Muette à Paris (maintenant conservées au musée du Louvre).
De 1727 à 1761, il exposera au Salon. Son Moïse, témoignage de celui qui fut essentiellement un peintre d'histoire et de tableaux religieux, fait partie de la collection du musée Jeanne d'Aboville de La Fère (Aisne).
Jacques Dumont devient membre de l'Académie royale de peinture et de sculpture en 1728. De 1731 à 1755, il est nommé peintre de tapisseries à la Manufacture d'Aubusson. De janvier à avril 1749, il est directeur de l'École royale des élèves protégés. François-Léandre Regnault-Delalande lui attribue une scène de genre de l'ancienne collection de Jacques Augustin de Silvestre (1719-1809) (œuvre non localisée)

### Salons
- Salon de l'Académie de 1727.
- Salon de 1737 : 
  - Éliézer et Rebecca, toile, 65 × 81 cm, Collection privée, vente Piasa 2003[5]
  - Baptême du Christ ; L'Éducation de l'Amour ; Abraham prosterné devant les anges ; Saint-François prêchant dans le désert.

Habitant rue du Petit-Bourbon à Paris, à sa mort, son convoi est fait à l'église Saint-Sulpice le 19 février 1781.
Il eut pour  Élèves Louis-Joseph Le Lorrain.

## Œuvre

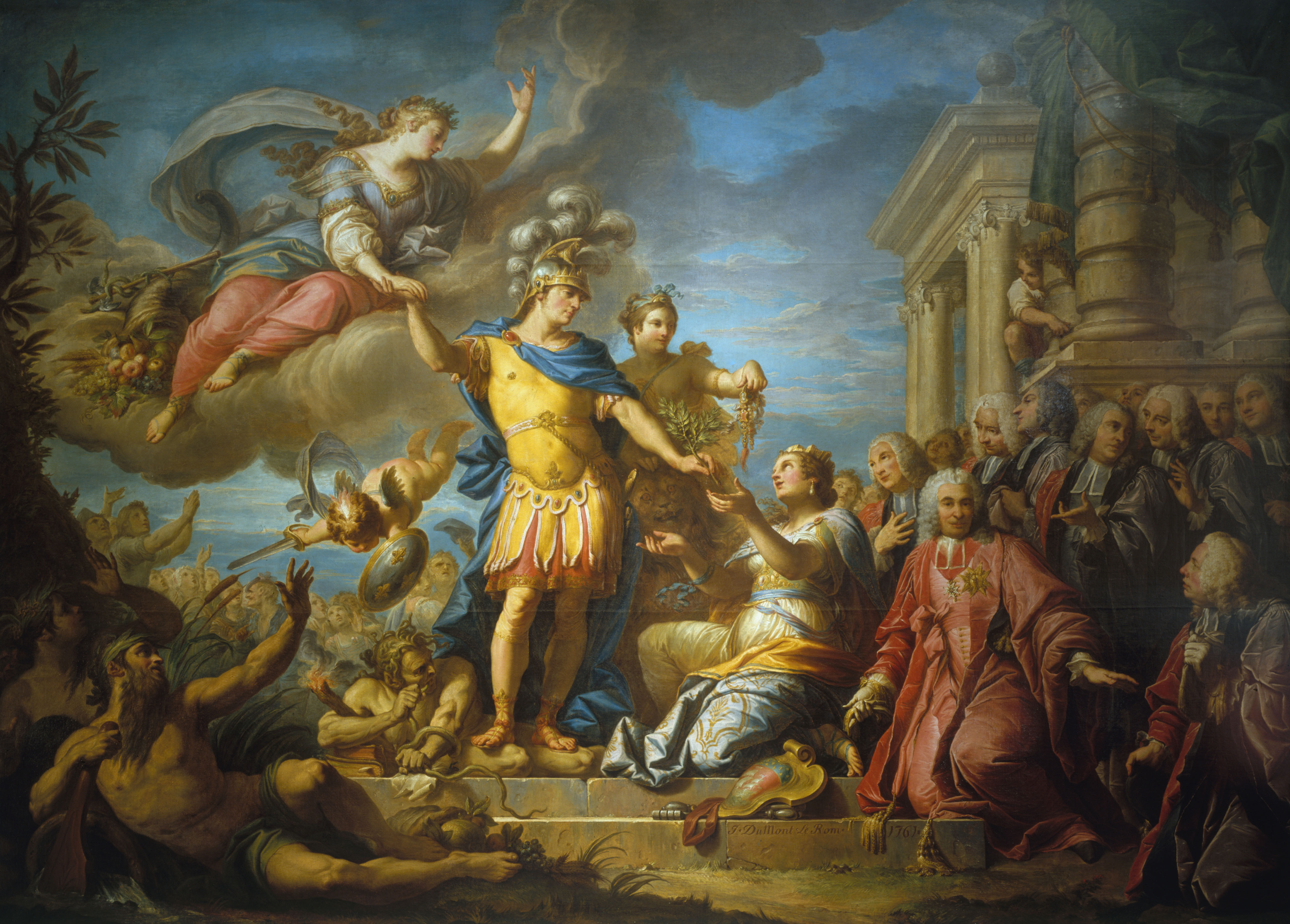
Allégorie en l'honneur de la publication de la paix d'Aix-la-Chapelle, le 13 février 1749 (1761), Paris, musée Carnavalet.

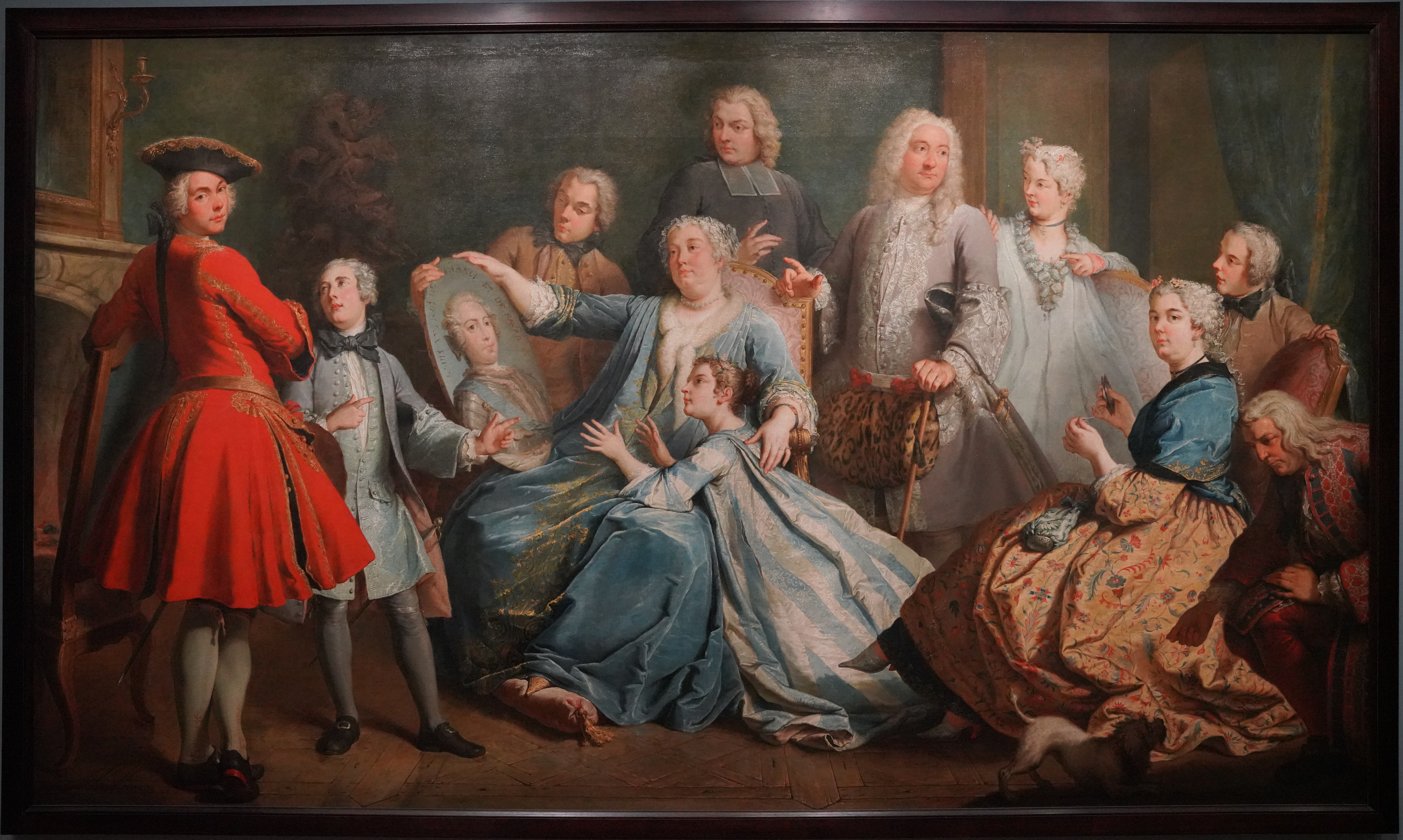
Madame Mercier entourée de sa famille (1731), Paris, musée du Louvre.

- Glaucus et Scylla, vers 1726, huile sur toile, 133 × 113,5 cm[6], Musée des beaux-arts de Troyes
- Hercule et Omphale, 1728, huile sur toile, pièce de réception à l'Académie royale de peinture et de sculpture, Musée des beaux-arts de Tours
- Louis XI accueillant saint François de Paule, 1730, huile sur toile[7], Musée des beaux-arts de Tours
- Madame Mercier entourée de sa famille, 1731, huile sur toile, 225 × 380 cm[8], Paris, musée du Louvre
- Cérès protégeant Triptolème contre le roi Lyncus, 1732, huile sur toile[9], Paris, musée du Louvre
- Christ en croix, daté sur la toile 174[?], 196 x 115 cm, huile sur toile, Riom, Sainte-Chapelle
- Mucius Scaevola devant Porsenna, 1747, huile sur toile, 161 × 195 cm, Paris, musée du Louvre
- Besançon, musée des beaux-arts : Mucius Scaevola devant Porsenna, 1747, huile sur toile[10]
- La Générosité, huile sur toile, 1749, 93 × 149 cm[11], Paris, musée du Louvre
- La Paix, 1749, huile sur toile, 94 × 151,1 cm[12], Paris, musée du Louvre
- Paris, musée Carnavalet : Allégorie en l'honneur de la publication de la paix d'Aix-la-Chapelle, le 13 février 1749, 1761, huile sur toile, 320 × 430 cm[3]

Réception critique

À propos du tableau : Mucius Scaevola devant Porsenna (1747, musée des beaux-arts de Besançon) : 

« La composition de ce tableau rejoint, par sa sévérité, la grande tradition du siècle précédent, comme elle annonce le retour à l'antique qui s'imposera avec le néo-classicisme […] Le rigoureux équilibre de la composition, son traitement dramatique, le soin apporté au rendu des impressions, la richesse décorative contribuent à faire de cette toile un prototype parfait de la peinture héroïque, triomphe de la vertu antique érigée comme un modèle sublime. »

— Mathieu Pinette, Françoise Soulier-François, De Bellini à Bonnard, Chefs-d'œuvre de la peinture du Musée des beaux-arts et d'archéologie de Besançon, éditeur Pierre Zech, Paris, 1992, p. 124.
Dates non documentées
- Chantilly, musée Condé : La Nativité, huile sur toile, 105 × 140 cm
- La Fère, musée Jeanne d'Aboville : Moïse, huile sur toile

### Dessins
- Vénus, Mercure et l'Amour, pierre noire et sanguine[13], Dijon, musée Magnin
- La Vocation de saint-Pierre et de saint-André, gravure, Paris, musée Carnavalet
- Paris, musée du Louvre :
  - Homme nu, renversé sur le dos, dessin sanguine, 15,5 × 24 cm
  - Homme nu, couché, vu de dos, sanguine, 15,7 × 24 cm
  - Homme assis, l'épée au côté (recto) ; Jeune homme assis et Tête de jeune homme (verso), sanguine sur papier blanc, 26,1 × 19 cm
  - Femme assise dans un parc, sanguine sur papier blanc, 9,7 × 14,8 cm
- Femme assise dans un fauteuil, sanguine sur papier blanc, 28,1 × 19,5 cm,  Musée des beaux-arts de Rennes
- Homme nu couché, vu de dos, accoudé à une pierre[14], sanguine et craie sur papier beige, H. 0,355 ; L. 0,530 m, Beaux-Arts de Paris. Les Beaux-Arts conservent deux académies, celle-ci datée de 1742 et un Homme debout de dos de 1739. L'étude de 1742 fait partie des œuvres sélectionnées et gravées trente-deux ans plus tard par Gilles Demarteau pour sa Suite d'académies masculines d'après les dessins des plus célèbres professeurs de l'Académie royale[15].
- Trophée d'instruments de musique[16], sanguine, H. 0,332 ; L. 0,124 m, Beaux-Arts de Paris. Ce dessin est préparatoire pour une gravure exécutée en sens inverse par Jacques-François Blondel et publiée par Gabriel Huquier. Elle fait partie d'une suite composée d'un titre et de sept planches offrant quatorze modèles de trophées, intitulée Livres de Nouveaux Trophées Inventez Par J. Dumont Le Romain Peintre Ordinaire du Roi. La seule autre étude préparatoire pour cette série aujourd'hui conservée se trouve à la Kunstbibliothek à Berlin[17].

## Iconographie
- Maurice Quentin de La Tour (1704-1788) : Portait de Jacques Dumont jouant de la guitare, pastel (non localisé), et Jacques Dumont en costume d'intérieur avec sa palette et ses pinceaux, à sa table de travail du même, également un autre portrait[1].
- Marie-Suzanne Roslin (1734-1772), Portrait de Jacques Dumont dit le Romain pastel sur papier bleu, marouflé sur toile, 55,9 × 46,3 cm, Paris, musée du Louvre.